# Семла
Семла (швед. semla, эст. vastlakukkel, фин. laskiaispulla или норв. fastlagsbulle/fastelavnsbolle) — традиционная сладкая булочка, которая готовится в различных вариациях в Швеции, Финляндии, Эстонии, Норвегии, Дании, на Фарерских островах, Исландии, Латвии, Литве. Она связана с Великим постом и особенно Жирным вторником в большинстве стран, с масляным понедельником в Дании, части Южной Швеции и Исландии или воскресеньем в Норвегии. В Швеции она наиболее широко известна как просто «Семлур» (множественное число от «семла»). Семла, которая подается в чаше горячего молока, называется «хетвегг».

## Этимология
Название «семла» (мн. ч. «семлур») — это заимствованное слово от германского «Семмель» (semmel), то есть «булочка», которое в свою очередь образовано от латинского «simila», то есть «мука», а латинское слово было заимствованием из греческого σεμίδαλις (semidalis), «крупа». Греческое слово использовалось для обозначения пшеничной муки или манной крупы высокого качества. В самой южной части Швеции (Сконе) и среди шведскоязычного населения Финляндии они известны как фастлагсбулле. В Дании и Норвегии они называются фастелавнсболле (fastlagen и fastelavn праздники, эквивалентные Жирному вторнику — дню перед Пепельной средой). В Скании праздник также называют Фастеланн. В Финляндии булочки известны как laskiaispulla, в Латвии как vēja kūkas, и в Эстонии как vastlakukkel или vastlakuklid.

## Шведская семла
Сегодня шведско-финская семла — это приправленная кардамоном пшеничная булочка со срезанным верхом, заполненная смесью из молока и миндальной пасты и украшенная взбитыми сливками. Верхушка булочки служит крышкой и посыпается сахарной пудрой. Семлу часто едят самостоятельно, с кофе или чаем, однако до сих пор сохранилась и традиционная подача — в миске горячего молока. В Финляндии наряду с миндальной пастой для начинки булочек популярно клубничное или малиновое варенье. Финские пекарни, как правило, предлагают оба варианта, украшая булочки с миндальной пастой миндалём, а с вареньем — сахарной пудрой. В финском диалекте шведского языка «семла» означает обычную пшеничную бутербродную булочку, а не сладкую булочку. Вероятно, в какой-то момент шведы устали от строгого соблюдения поста, добавив сливки и миндальную пасту и начали есть семлу каждый вторник между Жирным вторником и Пасхой. Каждый год, когда пекарни начинают готовить семлу, шведские газеты публикуют результаты дегустаций. Эксперты дегустируют целые столы семлы, чтобы найти лучшие в городе. В 2015 году шведов пленил новый оригинальный рецепт, семларулет (semmelwrap): из теста формируется не булочка, а рулет с начинкой из миндальной пасты и взбитых сливок. Это блюдо стало вирусным в социальных медиа и в нескольких шведских новостных лентах, и многие другие пекарни Швеции пытались скопировать идею в надежде побить рекорд продаж.
В Финляндии и Эстонии этот традиционный десерт имеет дохристианские корни: Laskiaissunnuntai и Laskiaistiistai были праздниками, когда дети и молодёжь катались на санках вниз по склону, чтобы определить, какой будет урожай в будущем году. Те, кто скатывался дальше, мог рассчитывать на хороший урожай. Поэтому праздник имеет название, которое происходит от обозначения катания на санках с горки: laskea. Сегодня laskiainen интегрирована в христианские обычаи, как начало Великого поста перед Пасхой.

## Норвегия
Фастенлавнсболле (норв. fastelavnsbolle) — приправленная кардамоном пшеничная булочка, заполненная через срезанную верхушку взбитыми сливками и джемом. Верхняя часть служит крышкой и посыпается сахарной пудрой. Булочки подаются в воскресенье Fastelavn, но ранее также были связаны с Жирным вторником.

## Дания / Исландия
Версия этой булочки в пекарнях Дании и Исландии в канун Масленицы, довольно оригинальна: булочки сделаны из слоёного теста и наполнены взбитыми сливками, а также вареньем, часто декорируются глазурью. Дома люди пекут и варианты, больше похожие на традиционную булочку из пшеничной муки, вводя в простое дрожжевое тесто изюм, цукаты и иногда цедру апельсина. В Исландии понедельник масленичной недели даже называется bolludagur (День булочек), в честь этого блюда.

## История
Древнейшей версией семлы была обычная хлебная булочка, погруженная в миску с тёплым молоком. В Швеции это называлось хетвегг (hetvägg), от средненижненемецкого hete Weggen («горячие клинья») или немецкого heisse Wecken («горячие булочки»), неправильный перевод «горячая стена». Семлу сначала ели только на Масленичный вторник, последний праздничный день перед началом Великого поста. Однако, с приходом протестантской Реформации, шведы перестали придерживаться строгого поста в Великий пост. Семла в миске с теплым молоком стала традиционным десертом каждый вторник между Масленицей и Пасхой. Сегодня семла доступна в магазинах и пекарнях ежедневно в период после Рождества и до Пасхи. Каждый швед ежегодно съедает в среднем 4—5 купленных семла, в дополнение к тем, которые готовятся дома.
Шведский король Адольф Фредерик умер от несварения желудка после трапезы 12 февраля 1771 года. В этот день меню короля состояло из омаров, икры, кислой капусты, копчёной сельди и шампанского, и в завершение 14 штук hetvägg (семлы), любимого десерта короля.
Семла была видом десерта, представляющим Финляндию в культурной инициативе Австрии Café Europe, когда она возглавляла Совет ЕС. Акция проходила во время празднования Дня Европы (9 мая 2006 года) в 27 кафе тогдашних 25 государствах — членах ЕС и двух странах, которые присоединились к Союзу в 2007 году.